# Andrés Ignacio Menéndez
Andrés Ignacio Menéndez (ur. 1 lutego 1879, zm. 7 czerwca 1962) – salwadorski polityk i wojskowy, dwukrotny prezydent kraju od 8 sierpnia 1934 do 21 marca 1935 i od 9 maja 1944 do 21 października 1944 roku.